# Sylwia Kapusta-Szydłak
Sylwia Kapusta-Szydłak (ur. 8 grudnia 1982) – polska zawodniczka w kolarstwie szosowym i górskim.
Mistrzyni Polski w kolarstwie górskim w 2009 roku. Ósma zawodniczka Giro d'Italia kobiet w 2011 roku.

## Najważniejsze zwycięstwa i sukcesy
- 2004
  - 2 m. Mistrzostwa Polski MTB (U23)
  - 3 m. Mistrzostwa Polski MTB
- 2006
  - brązowy medal w górskich mistrzostwach Polski
- 2007  brązowy medal Mistrzostwa Polski w Maratonie MTB
- 2008
  - brązowy medal w górskich mistrzostwach Polski
- 2009
  - złoty medal w górskich mistrzostwach Polski
- 2010
  - piąta w Giro del Trentino
- 2011
  - ósma w Giro d'Italia kobiet
    - trzecia na 2. etapie

  - czwarta w klasyfikacji generalnej Giro della Toscana